# Caribbean Premier League 2018
Die Caribbean Premier League 2018 war die sechste Saison dieser Twenty20-Cricket-Meisterschaft und fand vom 8. August bis zum 16. September 2018 statt. Neben den Cricketstadien in der Karibik wurden auch Matches in Lauderhill in den Vereinigten Staaten ausgetragen. Im Finale konnten sich die Trinbago Knight Riders gegen die Guyana Amazon Warriors mit 8 Wickets durchsetzen.

## Franchises und Stadien
In dieser Saison nahmen sechs Franchises an dem Turnier teil. Neben deren Heimstadien fanden drei Vorrundenspiele in Lauderhill, Florida in den USA statt. Die Playoffs wurden im Providence Stadium im guyanischen Georgetown und im Brian Lara Stadium im trinidadischen San Fernando ausgetragen.
| Franchise                   | Heimstadion                   | Stadt         | Land                | Kapazität |
| --------------------------- | ----------------------------- | ------------- | ------------------- | --------- |
| Barbados Tridents           | Kensington Oval               | Bridgetown    | Barbados            | 28.000    |
| Guyana Amazon Warriors      | Providence Stadium            | Georgetown    | Guyana              | 15.000    |
| Jamaica Tallawahs           | Sabina Park                   | Kingston      | Jamaika             | 20.000    |
| St Kitts and Nevis Patriots | Warner Park                   | Basseterre    | St. Kitts und Nevis | 10.000    |
| St Lucia Stars              | Darren Sammy Stadium          | Gros Islet    | Saint Lucia         | 15.000    |
| Trinbago Knight Riders      | Queen’s Park Oval             | Port of Spain | Trinidad und Tobago | 20.000    |
|                             | Central Broward Regional Park | Lauderhill    | USA                 | 20.000    |
|                             | Brian Lara Stadium            | Tarouba       | Trinidad und Tobago | 15.000    |

## Format
In der Vorrunde bestritt jedes der sechs Teams gegen jedes andere jeweils zwei Spiele. Grundsätzlich wurde jeweils ein Heim- und Auswärtsspiel absolviert, wobei einzelne Partien auf neutralem Platz stattfanden. Für einen Sieg gab es zwei Punkte, für ein Unentschieden oder No Result einen. Die vier Bestplatzierten der Gruppe qualifizierten sich dann für die im Page-Playoff-System ausgetragenen Play-offs.

## Turnier
Tabelle
| Teams                       | Sp. | S | N | NR | P  | RR     |
| --------------------------- | --- | - | - | -- | -- | ------ |
| Trinbago Knight Riders      | 10  | 7 | 3 | 0  | 14 | +0.823 |
| Guyana Amazon Warriors      | 10  | 6 | 4 | 0  | 12 | +0.298 |
| Jamaica Tallawahs           | 10  | 6 | 4 | 0  | 12 | +0.222 |
| St Kitts and Nevis Patriots | 10  | 5 | 4 | 1  | 11 | +0.250 |
| St Lucia Stars              | 10  | 3 | 6 | 1  | 7  | −1.098 |
| Barbados Tridents           | 10  | 2 | 8 | 0  | 4  | −0.711 |

Spiele
| 8. August Scorecard | Port of Spain | Trinbago Knight Riders 195-6 (20)           | – | St Lucia Stars 95 (17.3) |
|                     |               | Trinbago Knight Riders gewinnt mit 100 Runs |   |                          |

| 9. August Scorecard | Georgetown | St Kitts and Nevis Patriots 146-5 (20)       | – | Guyana Amazon Warriors 148-4 (16.3) |
|                     |            | Guyana Amazon Warriors gewinnt mit 6 Wickets |   |                                     |

| 10. August Scorecard | Port of Spain | Trinbago Knight Riders 223-6 (20)       | – | Jamaica Tallawahs 225-6 (19.3) |
|                      |               | Jamaica Tallawahs gewinnt mit 4 Wickets |   |                                |

| 11. August Scorecard | Georgetown | Guyana Amazon Warriors 141-4 (20)         | – | St Lucia Stars 138-7 (20) |
|                      |            | Guyana Amazon Warriors gewinnt mit 3 Runs |   |                           |

| 11. August Scorecard | Port of Spain | St Kitts and Nevis Patriots 203-7 (20)          | – | Trinbago Knight Riders 161-8 (20) |
|                      |               | St Kitts and Nevis Patriots gewinnt mit 42 Runs |   |                                   |

| 12. August Scorecard | Georgetown | Barbados Tridents 185-4 (20)          | – | Guyana Amazon Warriors 155-8 (20) |
|                      |            | Barbados Tridents gewinnt mit 30 Runs |   |                                   |

| 14. August Scorecard | Kingston | St Lucia Stars 175 (20)                 | – | Jamaica Tallawahs 176-4 (19.4) |
|                      |          | Jamaica Tallawahs gewinnt mit 6 Wickets |   |                                |

| 15. August Scorecard | Kingston | Jamaica Tallawahs 178-4 (20)          | – | St Kitts and Nevis Patriots 131-9 (20) |
|                      |          | Jamaica Tallawahs gewinnt mit 47 Runs |   |                                        |

| 16. August Scorecard | Gros Islet | St Lucia Stars 212-2 (20)                    | – | Trinbago Knight Riders 218-5 (19.5) |
|                      |            | Trinbago Knight Riders gewinnt mit 5 Wickets |   |                                     |

| 17. August Scorecard | Gros Islet | St Lucia Stars 226-2 (20)          | – | Barbados Tridents 188-6 (20) |
|                      |            | St Lucia Stars gewinnt mit 38 Runs |   |                              |

| 18. August Scorecard | Lauderhill | Guyana Amazon Warriors 209-7 (20)          | – | Jamaica Tallawahs 138-10 (16.2) |
|                      |            | Guyana Amazon Warriors gewinnt mit 71 Runs |   |                                 |

| 19. August Scorecard | Lauderhill | Jamaica Tallawahs 182-5 (20)                 | – | Trinbago Knight Riders 184-6 (20) |
|                      |            | Trinbago Knight Riders gewinnt mit 4 Wickets |   |                                   |

| 21. August Scorecard | Gros Islet | St Lucia Stars 69 (12.3)                          | – | St Kitts and Nevis Patriots 70-3 (7.4) |
|                      |            | St Kitts and Nevis Patriots gewinnt mit 7 Wickets |   |                                        |

| 22. August Scorecard | Lauderhill | Barbados Tridents 156-6 (20)         | – | Jamaica Tallawahs 154-3 (20) |
|                      |            | Barbados Tridents gewinnt mit 2 Runs |   |                              |

| 24. August Scorecard | Gros Islet | Guyana Amazon Warriors 140-9 (20)    | – | St Lucia Stars 141-4 (18.1) |
|                      |            | St Lucia Stars gewinnt mit 6 Wickets |   |                             |

| 25. August Scorecard | Bridgetown | Barbados Tridents 147-6 (20)                      | – | St Kitts and Nevis Patriots 148-4 (18.5) |
|                      |            | St Kitts and Nevis Patriots gewinnt mit 6 Wickets |   |                                          |

| 25. August Scorecard | Gros Islet | Jamaica Tallawahs 204-5 (20)          | – | St Lucia Stars 183-8 (20) |
|                      |            | Jamaica Tallawahs gewinnt mit 21 Runs |   |                           |

| 26. August Scorecard | Bridgetown | Barbados Tridents 128-8 (20)                 | – | Trinbago Knight Riders 130-6 (16.3) |
|                      |            | Trinbago Knight Riders gewinnt mit 4 Wickets |   |                                     |

| 28. August Scorecard | Basseterre | St Kitts and Nevis Patriots 168-7 (20)       | – | Guyana Amazon Warriors 169-6 (19.5) |
|                      |            | Guyana Amazon Warriors gewinnt mit 4 Wickets |   |                                     |

| 29. August Scorecard | Bridgetown | Barbados Tridents 151-9 (20)            | – | Jamaica Tallawahs 153-5 (17.2) |
|                      |            | Jamaica Tallawahs gewinnt mit 5 Wickets |   |                                |

| 30. August Scorecard | Basseterre | St Kitts and Nevis Patriots | – | St Lucia Stars |
|                      |            | Abgesagt                    |   |                |

| 31. August Scorecard | Bridgetown | Barbados Tridents 165-7 (20)                 | – | Guyana Amazon Warriors 168-2 (16.4) |
|                      |            | Guyana Amazon Warriors gewinnt mit 8 Wickets |   |                                     |

| 1. September Scorecard | Basseterre | Trinbago Knight Riders 199-4 (20)          | – | St Kitts and Nevis Patriots 153-8 (20) |
|                        |            | Trinbago Knight Riders gewinnt mit 46 Runs |   |                                        |

| 2. September Scorecard | Bridgetown | Barbados Tridents 135-7 (20)         | – | St Lucia Stars 136-4 (17.3) |
|                        |            | St Lucia Stars gewinnt mit 6 Wickets |   |                             |

| 2. September Scorecard | Basseterre | Jamaica Tallawahs 206-6 (20)                                   | – | St Kitts and Nevis Patriots 118-3 (10.1/11) |
|                        |            | St Kitts and Nevis Patriots gewinnt mit 7 Wickets (D/L method) |   |                                             |

| 4. September Scorecard | Basseterre | Barbados Tridents 168-5 (20)                      | – | St Kitts and Nevis Patriots 169-8 (19.4) |
|                        |            | St Kitts and Nevis Patriots gewinnt mit 2 Wickets |   |                                          |

| 5. September Scorecard | Port of Spain | Trinbago Knight Riders 170-7 (20)          | – | Guyana Amazon Warriors 103 (17.4) |
|                        |               | Trinbago Knight Riders gewinnt mit 67 Runs |   |                                   |

| 7. September Scorecard | Port of Spain | Trinbago Knight Riders 180-5 (20)         | – | Barbados Tridents 171-5 (20) |
|                        |               | Trinbago Knight Riders gewinnt mit 9 Runs |   |                              |

| 8. September Scorecard | Georgetown | Guyana Amazon Warriors 173-6 (20)       | – | Jamaica Tallawahs 177-2 (18.1) |
|                        |            | Jamaica Tallawahs gewinnt mit 8 Wickets |   |                                |

| 9. September Scorecard | Georgetown | Trinbago Knight Riders 154-7 (20)            | – | Guyana Amazon Warriors 158-4 (14.1) |
|                        |            | Guyana Amazon Warriors gewinnt mit 6 Wickets |   |                                     |

## Playoffs

### Spiel 1
| 11. September Scorecard | Georgetown | Trinbago Knight Riders 122-7 (20)            | – | Guyana Amazon Warriors 126-8 (19.5) |
|                         |            | Guyana Amazon Warriors gewinnt mit 2 Wickets |   |                                     |

### Spiel 2
| 12. September Scorecard | Georgetown | Jamaica Tallawahs 191-5 (20)                      | – | St Kitts and Nevis Patriots 193-8 (19.5) |
|                         |            | St Kitts and Nevis Patriots gewinnt mit 2 Wickets |   |                                          |

### Spiel 3
| 14. September Scorecard | Tarouba | Trinbago Knight Riders 165-6 (20)          | – | St Kitts and Nevis Patriots 145-8 (20) |
|                         |         | Trinbago Knight Riders gewinnt mit 20 Runs |   |                                        |

### Finale
| 16. September Scorecard | Tarouba | Guyana Amazon Warriors 147-9 (20)            | – | Trinbago Knight Riders 150-2 (17.3) |
|                         |         | Trinbago Knight Riders gewinnt mit 8 wickets |   |                                     |